# ローレン・ビットナー
ローレン・ビットナー（Lauren Bittner、1980年7月22日 - ）は、アメリカ合衆国の女優。

## 出演作品
- パラノーマル・アクティビティ3（ジュリー）